# Csaba Péter
Csaba Péter (Kolozsvár, 1952. november 7. –) magyar hegedűművész, karmester, a MÁV Szimfonikus Zenekar művészeti vezetője. 1983 óta Lyonban, Franciaországban él.

## Életpályája
1952-ben, ötéves korában kezdett hegedülni, Zsurka Péternél. Terényi Ede volt a zeneszerzés tanára. A bukaresti Porumbescu Zeneakadémián fejezte be a zenei tanulmányait. Számos zenekart alapított; hegedűművészi fellépései mellett karmesterként is működik. A Lyoni Zeneművészeti Főiskola zenekari osztályának vezetője, 1994–2010 között a Besançon-i Szimfonikus Zenekar igazgatójaként és állandó karmestereként tevékenykedett.
Csaba Péter a 2012–2013-as évadtól a MÁV Szimfonikus Zenekar vezető karmestere és művészeti vezetője.

## Lemezeinek kiadói
Lemezfelvételeit a Caprice, Ondine, Bis, Clawes, Praga Harmonia Mundi és a Hungaroton Classic kiadók jelentették meg.

## Kortárs zeneszerzők, akikkel dolgozott
Alfred Schnittke, Henry Dutilleux, Sofija Gubajdulina, Kurtág György, Erik Bergman, Betsy Jolas, akik közül sokan ajánlották neki műveiket.

## Művészek, akikkel együtt szerepelt
Pierre Fournier, Natalia Gutman, Dimitrij Bashkirov, Trulls Mörk, Pieter Wispelwey, Maria Tipo, Oleg Kagan, Christian Zimmermann, Pierre-Laurent Aimard, Tabea
Zimmermann, James Galway, Kocsis Zoltán, Perényi Miklós, Ránki Dezső, Jandó Jenő, Frankl Péter, Gulyás Márta, Szabadi Vilmos, Simon Albert.

## Díjai, elismerései
- a Svéd Királyi Akadémia rendes tagja (2002)
- a francia Becsületrend kitüntetettje (2017)[6][7]